# Reflexologie
Prin reflexologie se înțelege o practică a medicinei alternative care constă în stimularea, folosind un masaj special sau atingând zone ale corpului numite puncte reflexe.
Prin zonă reflexă se înțelege un punct de pe suprafața corpului pe care, în conformitate cu teoriile reflexologilor, s-ar proiecta un anumit organ, situat din punct de vedere anatomic, departe de acel punct. Acționând în aceste puncte ar exista șansa de a influența pozitiv organul respectiv; pentru acest motiv, reflexoterapia intră în domeniul medicinei complementare și este considerată a fi o tehnică holistică de vindecare. Susținătorii acestei practici pretind că pot vindeca, de asemenea, anumite stări de spirit (stres, anxietate etc.) prin masaj. 
Nu există dovezi științifice convingătoare că reflexologia este eficientă pentru orice afecțiune medicală..

## Definiție

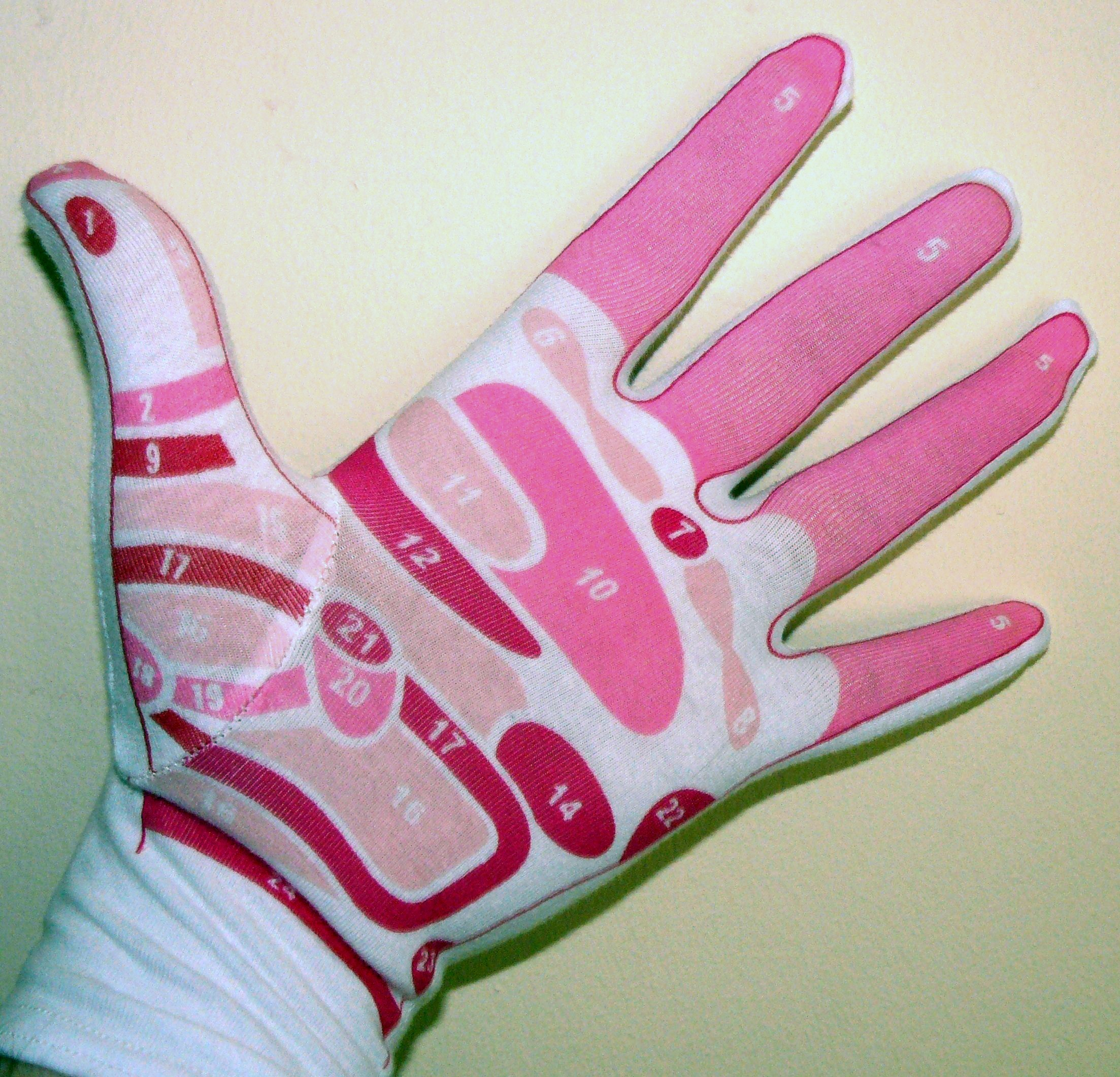
Un exemplu de diagramă de reflexoterapie a mâinii, care demonstrează zonele pe care practicienii cred că corespund cu organele din „zonele” corpului.

Într-un studiu Cochrane Collaboration, reflexologia este definită după cum urmează: "Reflexologia este o manipulare blândă sau apăsarea anumitor părți ale piciorului pentru a produce un efect în altă parte a corpului."
Departamentul de Sănătate al Guvernului australian definește reflexologia ca "un sistem de aplicare a presiunii, de obicei la picioare, pe care practicanții cred că stimulează energia și eliberează" blocajul "în anumite zone care provoacă durere sau boală".

## Eficacitatea științifică
O recenzie sistematică din 2009 a studiilor randomizate controlate concluzionează: „Cele mai bune dovezi disponibile până în prezent nu demonstrează în mod convingător că reflexologia este un tratament eficient pentru orice afecțiune medicală”.
Pretenția reflexologiei de a manipula energia (Qi) nu este susținută de știință; nu există dovezi științifice pentru existența energiei vitale (Qi), „echilibrul energetic”, „structurile cristaline” sau „căile” în organism..